# Moritz Nicolas
Moritz Nicolas (Gladbeck, Alemania, 21 de octubre de 1997) es un futbolista alemán que juega como portero en el Borussia Mönchengladbach de la Bundesliga.

## Trayectoria
Se unió al club de la Bundesliga F. C. Unión Berlín en calidad de cedido por el Borussia Mönchengladbach a mediados de 2019, y el acuerdo durará hasta junio de 2021. Debutó con el Unión Berlín en la Bundesliga el 20 de junio de 2020, siendo titular en el partido fuera de casa contra el TSG 1899 Hoffenheim. Su préstamo se interrumpió el 15 de agosto de 2020.
Ese mismo día, se incorporó al VfL Osnabrück en calidad de cedido por una temporada. El 15 de julio de 2021 se fue al F. C. Viktoria Colonia en calidad de cedido. Siguió acumulando préstamos en la temporada 2022-23, esta vez en el Roda JC Kerkrade neerlandés.

## Estadísticas

### Clubes
Actualizado al último partido disputado el 3 de noviembre de 2024.
| Borussia Mönchengladbach II · Alemania | 4.ª           | 2015-16       | 10  | 15  | — | — | — | — | 10  | 15  |
| Borussia Mönchengladbach II · Alemania | 4.ª           | 2016-17       | 12  | 15  | — | — | — | — | 12  | 15  |
| Borussia Mönchengladbach II · Alemania | 4.ª           | 2017-18       | 26  | 35  | — | — | — | — | 26  | 35  |
| Borussia Mönchengladbach II · Alemania | 4.ª           | 2018-19       | 26  | 30  | — | — | — | — | 26  | 30  |
| Borussia Mönchengladbach II · Alemania | Total club    | Total club    | 74  | 95  | 0 | 0 | 0 | 0 | 74  | 95  |
| F. C. Unión Berlín · Alemania          | 1.ª           | 2019-20       | 1   | 4   | 0 | 0 | — | — | 1   | 4   |
| F. C. Unión Berlín · Alemania          | Total club    | Total club    | 1   | 4   | 0 | 0 | 0 | 0 | 1   | 4   |
| VfL Osnabrück · Alemania               | 2.ª           | 2020-21       | 1   | 3   | 0 | 0 | — | — | 1   | 3   |
| VfL Osnabrück · Alemania               | Total club    | Total club    | 1   | 3   | 0 | 0 | 0 | 0 | 1   | 3   |
| F. C. Viktoria Colonia · Alemania      | 3.ª           | 2021-22       | 30  | 47  | 1 | 3 | — | — | 31  | 50  |
| F. C. Viktoria Colonia · Alemania      | Total club    | Total club    | 30  | 47  | 1 | 3 | 0 | 0 | 31  | 50  |
| Borussia Mönchengladbach · Alemania    | 1.ª           | 2022-23       | 0   | 0   | 1 | 1 | — | — | 1   | 1   |
| Roda JC · Países Bajos                 | 2.ª           | 2022-23       | 30  | 45  | 0 | 0 | — | — | 30  | 45  |
| Roda JC · Países Bajos                 | Total club    | Total club    | 30  | 45  | 0 | 0 | 0 | 0 | 30  | 45  |
| F. C. Eilenburg · Alemania             | 4.ª           | 2023-24       | 10  | 15  | — | — | — | — | 10  | 15  |
| F. C. Eilenburg · Alemania             | Total club    | Total club    | 10  | 15  | 0 | 0 | 0 | 0 | 10  | 15  |
| Borussia Mönchengladbach · Alemania    | 1.ª           | 2023-24       | 27  | 49  | 3 | 3 | — | — | 30  | 52  |
| Borussia Mönchengladbach · Alemania    | 1.ª           | 2024-25       | 6   | 8   | 1 | 2 | — | — | 7   | 10  |
| Borussia Mönchengladbach · Alemania    | Total club    | Total club    | 33  | 58  | 5 | 6 | 0 | 0 | 38  | 63  |
| Total carrera                          | Total carrera | Total carrera | 179 | 266 | 6 | 9 | 0 | 0 | 185 | 275 |
| (1) Hace referencia a goles encajados  |               |               |     |     |   |   |   |   |     |     |